# Heinrich Emil Timerding

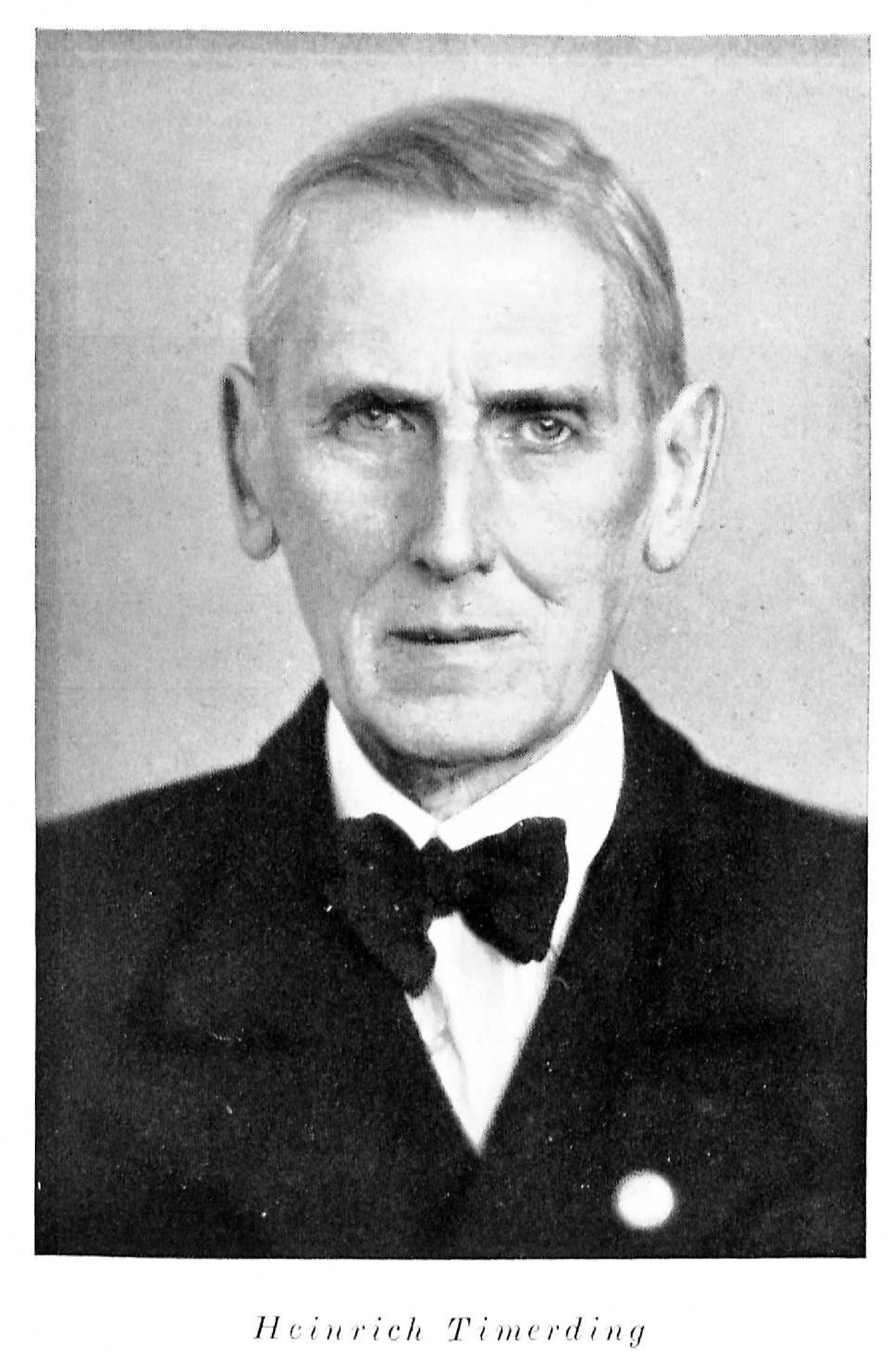
1943 in Deutsche Mathematik

Heinrich Carl Franz Emil Timerding (* 23. Januar 1873 in Straßburg; † 30. April 1945 in Braunschweig) war ein deutscher Mathematiker.

## Leben
Timerding studierte an der Kaiser-Wilhelm-Universität Straßburg und schloss sich der Burschenschaft Wasgau Straßburg im ADB an. Er promovierte 1894 in Straßburg (Über die Kugeln, welche eine cubische Raumcurve mehrfach oder mehrpunktig berühren) bei Karl Theodor Reye. Er war Professor an der Seefahrtsschule in Elsfleth, kurzzeitig in Pressburg (Bratislava) und danach ab 1909 bis 1938 Professor für angewandte Mathematik in Braunschweig. 1916 bis 1918 war Timerding Rektor der TH Braunschweig. 1933 wurde er Mitglied der NSDAP. 1943 wurde er Ehrensenator der TH Braunschweig.
Für die Enzyklopädie der mathematischen Wissenschaften schrieb er 1901 einen Artikel über die Geometrie des starren Körpers. Im Jahr 1918 wurde er zum Mitglied der Leopoldina gewählt.

## Schriften (Auswahl)
- Aufgabensammlung zur Projektiven Geometrie, Sammlung Göschen.
- Über die Kugeln, welche eine cubische Raumcurve mehrfach oder mehrpunktig berühren. R. Schultz & co, Strassburg 1894 (Digitalisat).
- Geometrie der Kräfte. Teubner, Leipzig 1908 (Digitalisat).
- Die Theorie der Kräftepläne, eine Einführung in die graphische Statik. Teubner, Leipzig 1910 (Digitalisat).
- Die Erziehung der Anschauung. Teubner, Leipzig 1912.
- Die Fallgesetze. Teubner, Leipzig 1912 (Digitalisat).
- Handbuch der angewandten Mathematik. Band 1. Praktische Analysis. Band 2. Darstellende Geometrie. Teubner, Leipzig 1914.
- Die Analyse des Zufalls. 1915 (Digitalisat) – Gutenberg-eText (TeX PDF).
- Sexualethik. Teubner, Leipzig 1919 (Digitalisat).
- Der goldene Schnitt. 1919.
- Robert Mayer und die Entdeckung des Energiegesetzes. 1925.